# Ideoblothrus costaricensis
Espèce
Synonymes
- Ideobisium costaricense Beier, 1931

Ideoblothrus costaricensis est une espèce de pseudoscorpions de la famille des Syarinidae.

## Distribution
Cette espèce se rencontre au Costa Rica et en Équateur.

## Systématique et taxinomie
Cette espèce a été décrite sous le protonyme Ideobisium costaricense par Beier en 1931. Elle est placée dans le genre Ideoblothrus par Muchmore en 1982.

## Étymologie
Son nom d'espèce, composé de costaric[a] et du suffixe latin -ense, « qui vit dans, qui habite », lui a été donné en référence au lieu de sa découverte, le Costa Rica.

## Publication originale
- Beier, 1931 : Neue Pseudoscorpione der U. O. Neobisiinea. Mitteilung aus dem Zoologischen Museum in Berlin, vol. 17, p. 299-318.